# 帕加尼 (萨莱诺省)

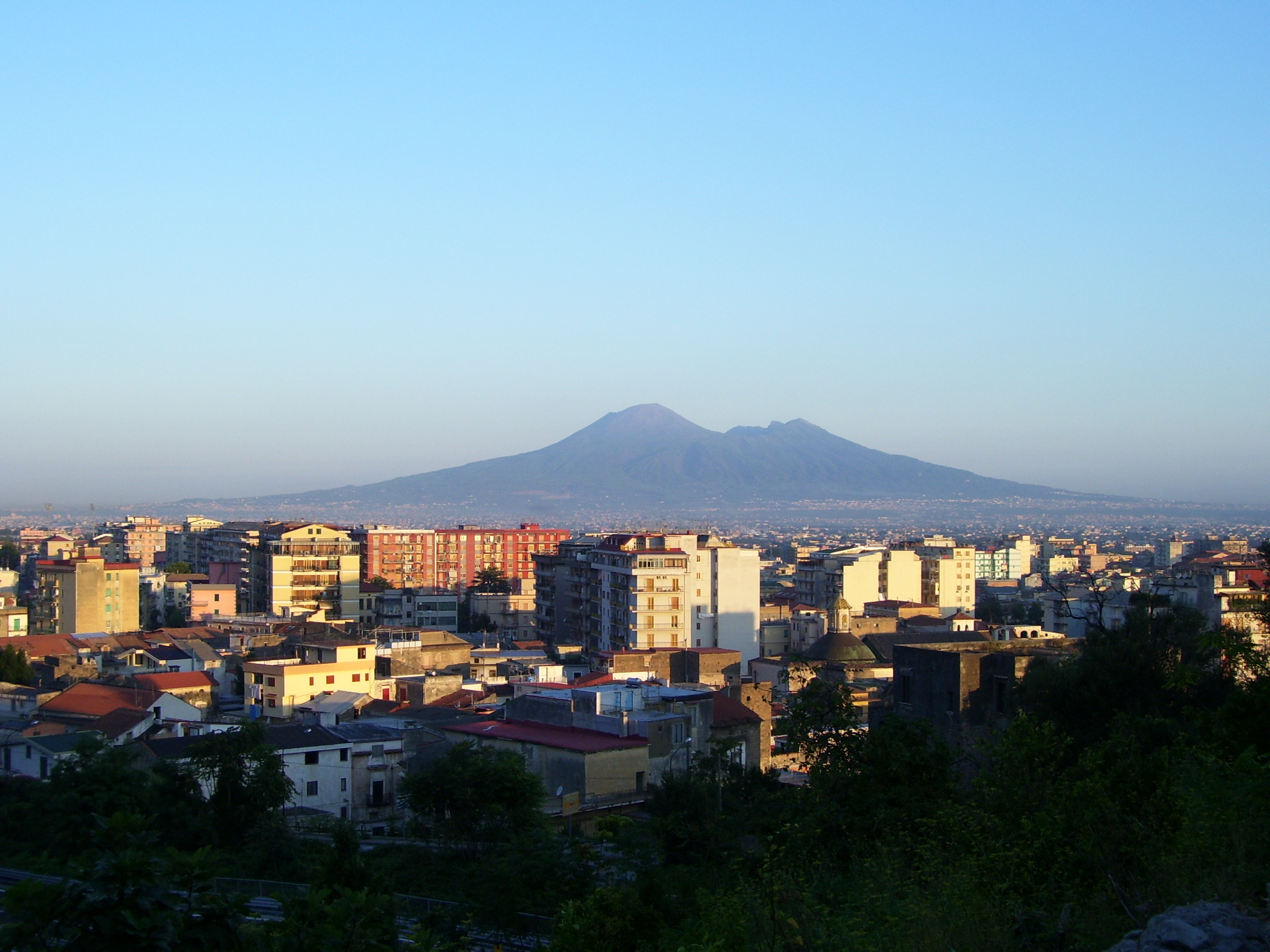
全景图

帕加尼（義大利語：Pagani）是意大利坎帕尼亞大區萨莱诺省的市镇。面积为12平方公里，人口数量为34,775人（2004年）。